# Leonid Burjak
Leonid Josipowitsch Burjak  (ukrainisch Леонід Йосипович Буряк, russisch Леонид Иосифович Буряк; * 10. Juli 1953 in Odessa, Ukrainische SSR) ist ein ehemaliger sowjetisch-ukrainischer Fußballspieler und heutiger Fußballtrainer.

## Spielerkarriere
Burjak begann seine Laufbahn als Fußballspieler im Jahr 1971 bei Tschornomorez Odessa, im Jahr 1973 wechselte er zu Dynamo Kiew, der damals erfolgreichsten Mannschaft des sowjetischen Fußballs. Mit Dynamo Kiew wurde Burjak 1974 und 1975 sowjetischer Meister und gewann 1974 auch den sowjetischen Pokal. In der Saison 1974/75 gewann der torgefährliche Mittelfeldspieler mit Dynamo auch den Europapokal der Pokalsieger und den UEFA Super Cup.
1972 spielte er mit der U-23-Nationalmannschaft in den Finalspielen der Europameisterschaft, in denen das Team der UdSSR den Altersgenossen aus der ČSSR mit 2:2 und 1:3 unterlag. Zwischen 1972 und 1983 absolvierte Burjak insgesamt 53 Spiele für die Sowjetische Nationalmannschaft und erzielte 10 Tore. Beim Fußballturnier der Olympiade 1976 gewann er mit dem sowjetischen Team die Bronzemedaille und bei der Weltmeisterschaft 1982 stand er im sowjetischen Aufgebot, kam allerdings während dieses Turniers zu keinem Einsatz.
Mit Dynamo Kiew wurde Burjak in den Jahren 1977, 1980 und 1981 erneut sowjetischer Meister und 1978 und 1982 auch Pokalsieger. Nach der für das Team enttäuschend verlaufenden Saison 1984 sah er sich gezwungen die Mannschaft zu verlassen, insgesamt hatte Burjak 304 Einsätze für Dynamo bestritten und dabei 57 Tore erzielt.
Seine Karriere setzte er zunächst bei Torpedo Moskau fort, 1987 wechselte er zu Metalist Charkiw und gewann mit dieser Mannschaft 1988 nochmals den sowjetischen Pokal. Ende des Jahres 1988 wechselte Burjak nach Finnland zum Verein PS Kemi, ab 1990 spielte er für Vantaan Palloseura.

## Trainerkarriere
Seine Laufbahn als Trainer begann Burjak im Jahr 1991 während eines Aufenthaltes in den USA, bis 1993 trainierte er das Fußball Team der Universität Evansville im Bundesstaat Indiana. Ende 1993 kehrte er in die Ukraine zurück und war zunächst Trainer von Niwa Ternopil. Ab 1994 war er Trainer von Tschornomorez Odessa und erreichte mit dieser Mannschaft in den Spielzeiten 1994/95 und 1995/96 jeweils den Zweiten Platz in der Wyschtscha Liha.
Nachdem er 1999 für kurze Zeit das Team von Arsenal Tula in der zweithöchsten russischen Liga, der 1. Fußball-Division trainiert hatte, war Burjak von 2002 bis 2003 Cheftrainer der Nationalmannschaft der Ukraine. Nachdem die Qualifikation für die Europameisterschaft 2004 allerdings deutlich verpasst wurde, musste er dieses Amt aufgeben und wurde von Oleh Blochin abgelöst. Im Juni 2005 wurde Burjak Cheftrainer von Dynamo Kiew, nachdem er mit seinem Team aber bereits in der Qualifikation für die UEFA Champions League am FC Thun aus der Schweiz gescheitert war, wurde er bereits im August 2005 wieder entlassen.
2012 trainierte er den ukrainischen Erstligisten PFK Oleksandrija.

## Auszeichnungen
Im Jahr 2004, 2013 und 2015 wurde Burjak mit dem Verdienstorden der Ukraine ausgezeichnet.